# Samochód Jayne Mansfield
Samochód Jayne Mansfield (ang. Jayne Mansfield's Car) – amerykańsko-rosyjski film obyczajowy z 2012 roku w reżyserii Billy'ego Boba Thorntona. W filmie występują Robert Duvall, John Hurt, Kevin Bacon, Ray Stevenson, Frances O’Connor, Ron White i Robert Patrick.
Premiera filmu miała miejsce 13 lutego 2012 roku podczas 62. Międzynarodowego Festiwalu Filmowego w Berlinie w Niemczech. Premiera filmu w Stanach Zjednoczonych odbyła się 13 września 2013 roku.

## Opis fabuły
Alabma, rok 1969. Jim Caldwell (Robert Duvall) dowiaduje się o śmierci byłej żony, która opuściła go 30 lat temu i założyła w Anglii nową rodzinę. Członkowie obu familii muszą przezwyciężyć trudną przeszłość, aby znaleźć drogę do pojednania.

## Obsada
- Robert Duvall jako Jim Caldwell
- John Hurt jako Kingsley Bedford
- Kevin Bacon jako Carroll Caldwell
- Billy Bob Thornton jako Skip Caldwell
- Katherine LaNasa jako Donna
- Marshall Allman jako Alan Caldwell
- Ray Stevenson jako Phillip Bedford
- Robert Patrick jako Jimbo
- Frances O’Connor jako Camilla Bedford
- Shawnee Smith jako Vicky Caldwell
- Irma P. Hall jako Dorothy
- John Patrick Amedori jako Mickey Caldwell
- Ron White jako Neil Barron
- Carissa Capobianco jako April Barron

i inni